# Stećky
Stećky (ukr. Стецьки) – wieś na Ukrainie, w obwodzie chmielnickim, w rejonie chmielnickim, w hromadzie Starokonstantynów. W 2001 liczyła 308 mieszkańców, spośród których 300 wskazało jako ojczysty język ukraiński, 1 rosyjski, a 7 ormiański.